# 중앙멕시코넓은발톱땃쥐
중앙멕시코넓은발톱땃쥐(Cryptotis alticola)는 땃쥐과에 속하는 포유류의 일종이다.

## 서식지
멕시코의 콜리마주, 이달고주, 미초아칸주, 멕시코주, 푸에블라주, 모렐로스주 그리고 멕시코 시티의 해발 2000m 이상 고지에서 발견된다. 모식 표본을 채집한 곳은 멕시코 포포카테페틀 산 해발 3505m 지역이다.